# 小林知加
小林 知加（こばやし ちか、2003年1月16日 - ）は、日本の元女子バレーボール選手である。

## 来歴
茨城県筑西市出身。母がバレーボールをプレーしていた影響を受け、自身も小学1年の時からプレーし始める。中学では主にリベロ、水戸女子高等学校ではアウトサイドヒッターとしてもプレー。2019年茨城国体ではリベロとして茨城県代表に選出。高校時代は主将を務めた。
2020/21シーズン、V.LEAGUE DIVISION2所属の群馬銀行グリーンウイングス（現・群馬グリーンウイングス）の内定選手となった。
2024年からチームがSVリーグに参戦。10月14日の2024-25シーズンチーム開幕戦・Astemoリヴァーレ茨城戦に出場しトップリーグデビューとなった。
2025年4月、2024-25シーズン限りでの退団が発表された。5月9日に引退選手として公示。

## プレースタイル
リベロ、アウトサイドヒッター、リリーフサーバーとこなす全力プレーを持ち味とする。
2023-24シーズンまではアウトサイドヒッターとしてプレー。2024年からリベロ登録となった。

## 所属チーム
- 筑西市立下館西中学校（2015-2018年）[7]
- 水戸女子高等学校（2018-2021年）
- 群馬グリーンウイングス（2021-2025年）